# Acanthocinus reticulatus
Acanthocinus reticulatus  (лат.) — жук из семейства усачей и подсемейства ламиин (Lamiinae).

## Описание
Длина тела 10—15 мм.

## Распространение
Европа (кроме Севера и России) от Испании и Франции до Белоруссии и Украины.

## Экология и местообитания
Развитие длится 1—2 года. Взрослые жуки появляются с июня по сентябрь.
Встречаются на ели (Abies) и других хвойных.